# Mak wschodni

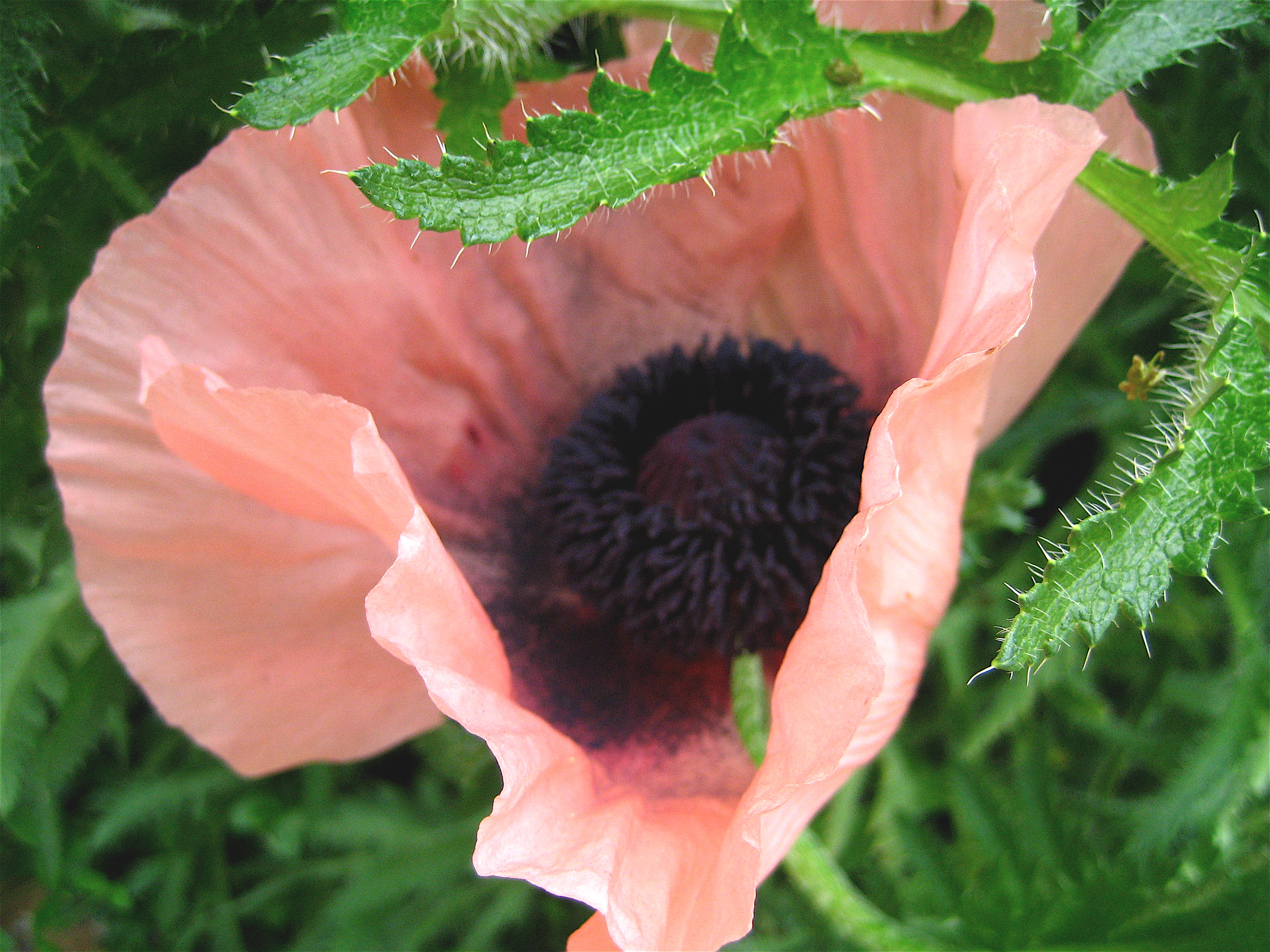
'Cedric Morris'

Mak wschodni (Papaver orientale L.), czasami nazywany makiem tureckim – gatunek byliny należący do rodziny makowatych. Występuje w stanie dzikim w Azji Mniejszej (Armenia, Kaukaz, Persja). W Polsce jest uprawiany jako roślina ozdobna, czasami dziczejąca (efemerofit).

## Morfologia
ŁodygaWzniesiona, prosta, odstająco owłosiona, jednokwiatowa. Wysokość u formy typowej do 90 cm, u odmian ozdobnych do 120 cm.
LiścieGłównie odziomkowe, łodygowe nieliczne i mniejsze. Są pierzastodzielne i również odstająco owłosione. Po kwitnieniu liście zasychają.
KwiatyJasnoczerwony, o średnicy do 15 cm. Mają u różnych odmian kolor od łososioworóżowego do wiśniowoczerwonego. U nasady płatków posiadają czarną plamę.
OwocMakówka.
KorzeńGłębokie i mięsiste.
Gatunki podobneMak przykwiatkowy. Jest wyższy i ma pierzaste liście pod kielichem. Istnieją także liczne, podobne mieszańce.

## Uprawa
- Roślina ozdobna. Nadaje się na rabaty i na grupy w trawnikach. Kwitnie w maju-czerwcu. Jest też uprawiany na kwiat cięty (kwiaty należy ścinać, gdy są jeszcze w pąkach, rozwinięte szybko więdną). Niemal wszystkie uprawiane odmiany są mieszańcami maku wschodniego z makiem przykwiatkowym. Rozmnaża się go wiosną i jesienią z sadzonek korzeniowych. Wymaga stanowiska słonecznego i raczej suchego. Nie ma specjalnych wymagań co do gleby. Po przekwitnieniu pędy ścina się.

## Odmiany
- 'Beauty of Liwer'
- 'Brilliant'
- 'Victoria Luise'
- 'Cedric Morris'